# Jaroslav Šedivý
Jaroslav Šedivý (ur. 12 listopada 1929 w Pradze, zm. 28 stycznia 2023) – czeski dyplomata, były minister spraw zagranicznych Republiki Czeskiej.

## Życiorys
Ukończył historię i slawistykę na Uniwersytecie Karola w Pradze (1952). Więziony za swoją działalność w czasie praskiej wiosny.
W 1990 został ambasadorem Czechosłowacji (a później Republiki Czeskiej) we Francji, po zakończeniu misji pracował w ministerstwie spraw zagranicznych. Od 1995 ambasador w Belgii i Luksemburgu, a jednocześnie pełniący obowiązki stałego przedstawiciela Republiki Czeskiej przy NATO i Unii Europejskiej. Między 1997 a 1998 minister spraw zagranicznych Republiki Czeskiej. W latach 1999–2002 ambasador w Szwajcarii. W 2005 otrzymał odznaczenie Légion d’honneur.
Autor wielu książek z historii powszechnej (Metternich kontra Napoleon, Dekabryści – anatomia nieudanego powstania), historii dyplomacji (Dyplomacja jest sztuką kompromisu) i polityki. W 2005 został odznaczony Medalem Za zasługi II stopnia.
Żonaty, dwoje dzieci.